# Fortifications de Cluny
Les Fortifications de Cluny sont un ensemble médiéval défensif situé à Cluny, en Saône-et-Loire, en France

## Généralités
Les fortifications consistent en un ensemble de murailles, tours et portes, et sont situées dans la ville de Cluny, en Saône-et-Loire, en région Bourgogne-Franche-Comté, en France. Deux murs d'enceinte existent : celui du monastère et celui du bourg.

## Historique
L'abbaye est fondée en 909 à l'emplacement d'un domaine agricole par le comte de Mâcon à Bernon, abbé de Baume-les-Messieurs. un première abbaye se développe. Au Xe siècle, l'abbaye est agrandie et un mur d'enceinte crénelé et fortifié, munie de tours est ajouté à l'ensemble, pour protéger l'abbaye de la convoitise des seigneurs voisins.
En 1180, le mur d'enceinte du bourg est construit avec remparts, fossés, tours et portes fortifiées.
Au XIVe siècle, les fortifications furent remaniées à l'est du bourg pour y intégrer le faubourg Saint-Marcel.
Au XVIe siècle, Cluny subit plusieurs sièges et pillages.
Divers éléments des fortifications (Tour Saint-Mayeul, porte Saint-Mayeul et courtine) sont classés au titre des monuments historiques par arrêtés des 10 juillet 1918 et 8 août 1918.

## Description
Les fortifications tirent partie de leur environnement : au nord-est, elles s'appuient sur les fortifications de l'abbaye, à l'est elles bordent la rivière Grosne ; au sud, elles s'appuient sur des bordures de plateau protégé par un bastion et à l'ouest, elles s'appuient également sur la bordure d'un plateau. Deux étangs, au nord et au sud accentue la difficulté de l'approche du bourg, celui du nord venant même au contact du mur d'enceinte.
Parmi les tours et portes : Tour Saint-Mayeul, tour ronde, tour Fabert, porte Saint-Mayeul, porte du Merle, porte Sainte-Odile.

## Galerie

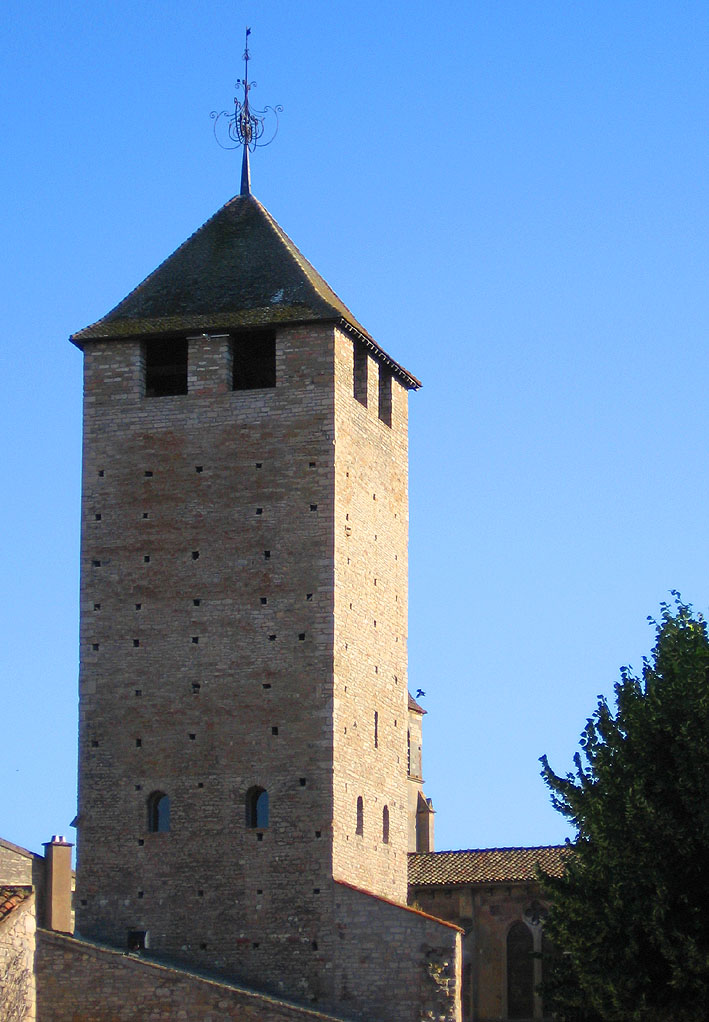
La tour des fromages
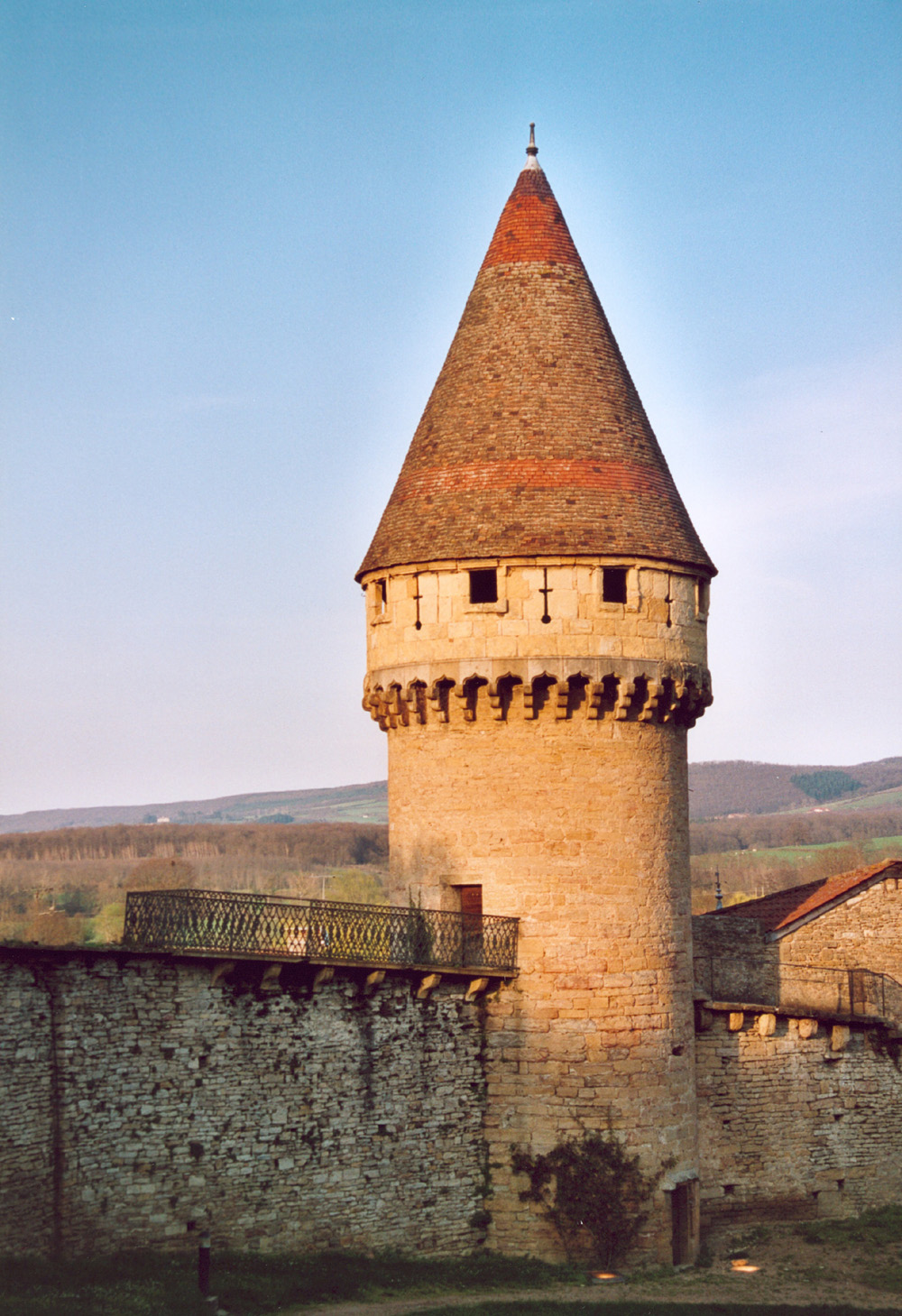
La tour Ronde
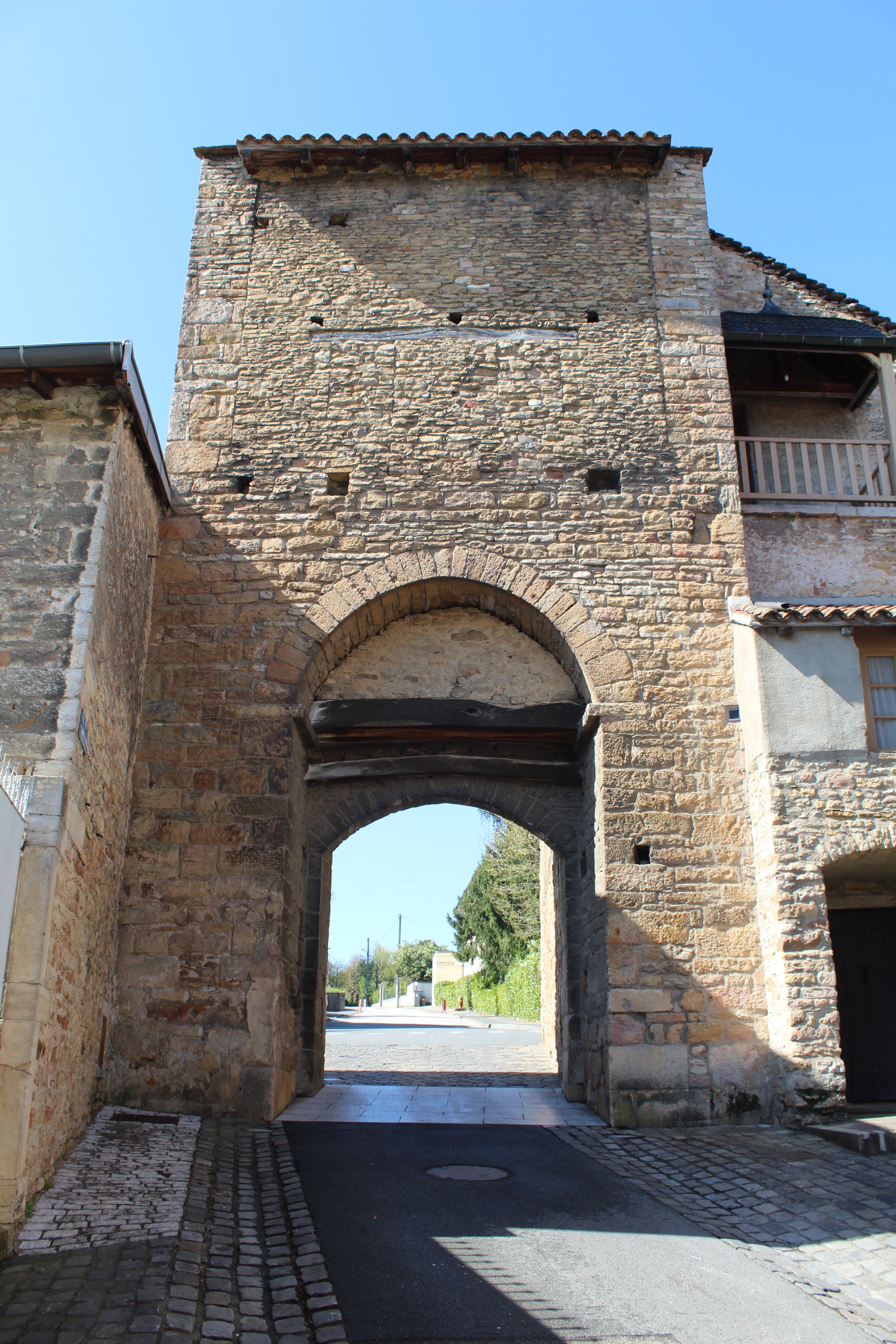
Porte Sainte-Odile
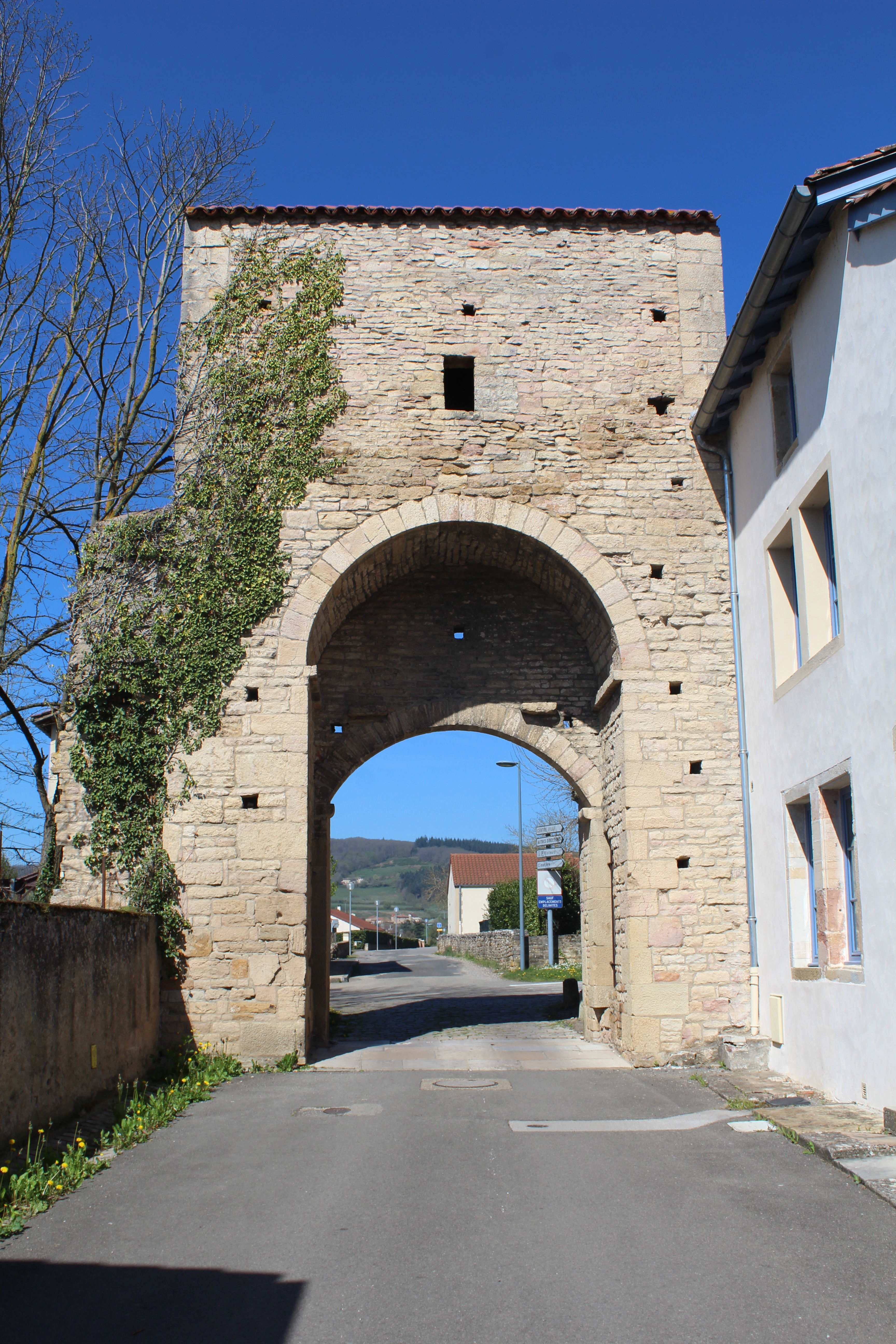
porte Saint-Mayeul